# فن محوری
فن محوری (به انگلیسی: Axial fan) به فنی گفته می‌شود که در آن جریان هوا اساساً موازی محور پروانه‌است. راندمان این گونه فن‌ها حدوداً ۷۰ الی ۸۰ درصد می‌باشد و در برخی طرح‌های مخصوص حتی به ۹۰ درصد نیز می‌رسد.

## انواع
فن‌های محوری با توجه به فریم دستگاه و نوع پروانه به سه دسته تقسیم می‌شوند.

### فن پروانه‌ای

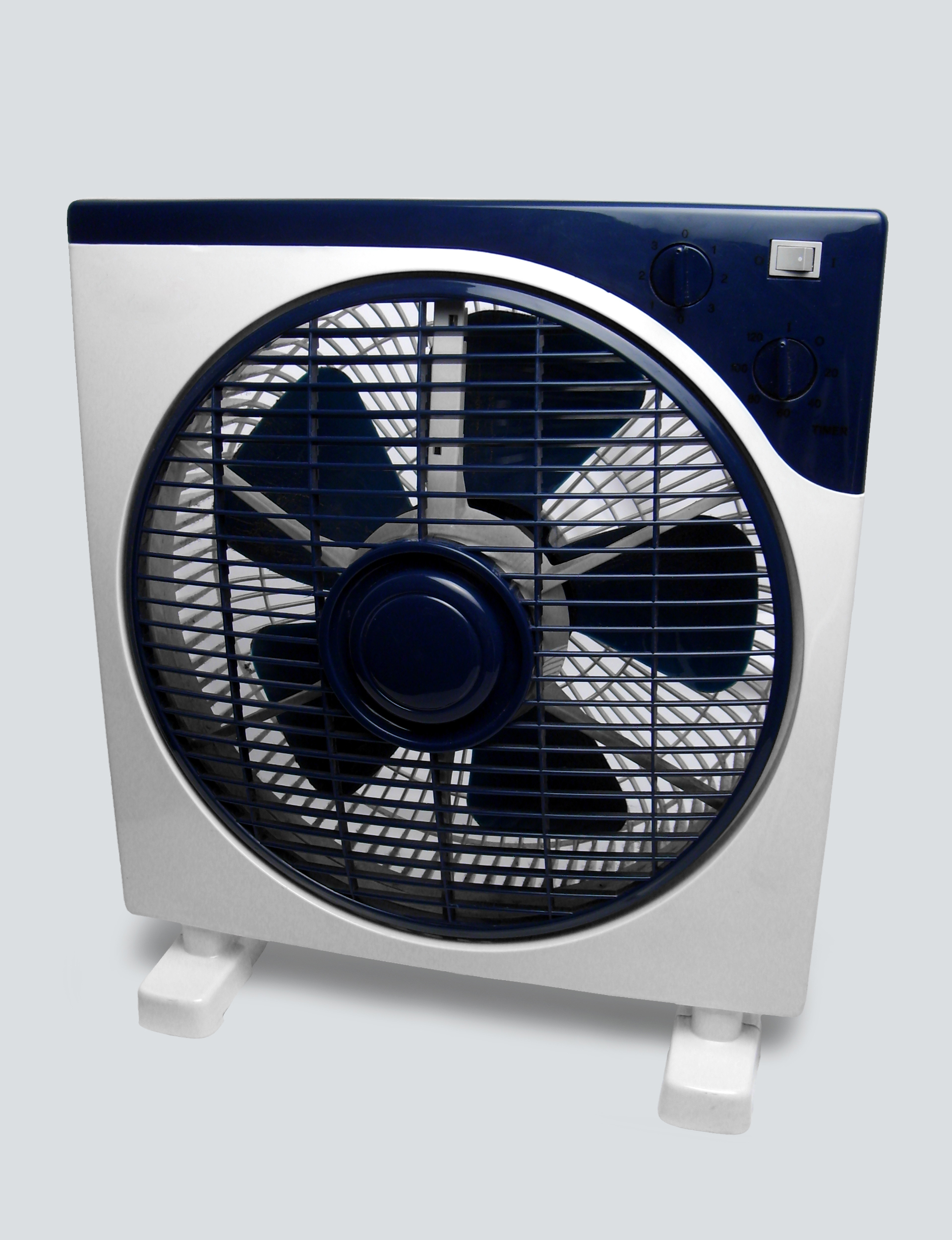
تصویر یک فن پروانه‌ای

فن پروانه‌ای ساده‌ترین نوع فن محوری می‌باشد که شامل یک پروانه دارای ۳ الی ۶ پره، الکتروموتور و یک قاب می‌باشد. پروانه در این نوع فن‌ها از جنس فلز یا ترکیبات پلاستیک بوده و داخل قاب قرار می‌گیرد. اتصال الکتروموتور در اندازه‌های کوچک و متوسط به صورت مستقیم بوده و در اندازه‌های بزرگتر به صورت تسمه پولی می‌باشد. فن‌های پروانه‌ای برای حجم زیاد هوا و فشار استاتیک کم استفاده می‌شوند و برای غلبه بر سیستم‌هایی با افت فشارهای بیش از ۱۲۵ پاسکال توصیه نمی‌شوند و کاربرد آن‌ها برای سیستم‌های کوچک و ساده از نظر تهویه که فاقد کانال کشی یا دارای کانال‌های کمی‌باشند محدود می‌گردد.

### فن لوله محوری

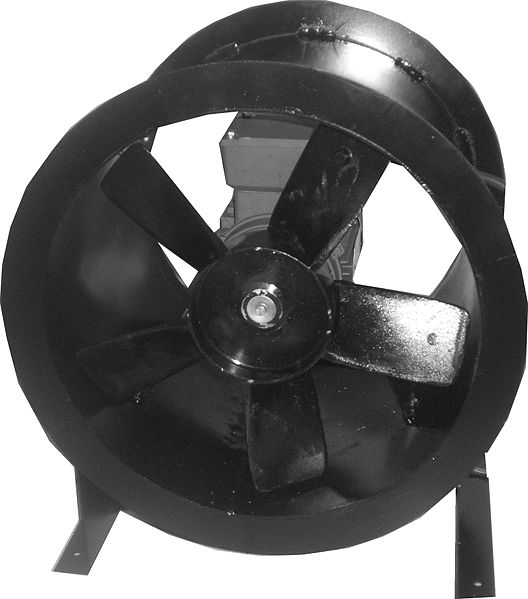
تصویر یک فن لوله محوری

فن لوله محوری (هواکش آکسیال کانالی) شبیه فن‌ پروانه‌ای است امابجای قاب، الکتروموتور و پروانه درون محفظه‌ای به شکل استوانه قرار می‌گیرند و پروانه آن چهار الی هشت پره با طراحی آیرودینامیکی یا مسطح دارد. استوانه کارایی هواکش را افزایش می‌دهد و طوری طراحی شده که با نوک پره‌ها فاصله کمی داشته باشد. اتصال الکتروموتور در این نوع فن‌ها می‌تواند به صورت مستقیم یا تسمه پولی باشد به‌طور مثال برای کاربردهای صنعتی جهت تخلیه اسپری رنگ یا تخلیه دود بجهت عدم برخورد هوای آلوده با الکتروموتور و آسیب رسانی به آن از اتصال تسمه پولی استفاده می‌گردد.

### فن پره محوری

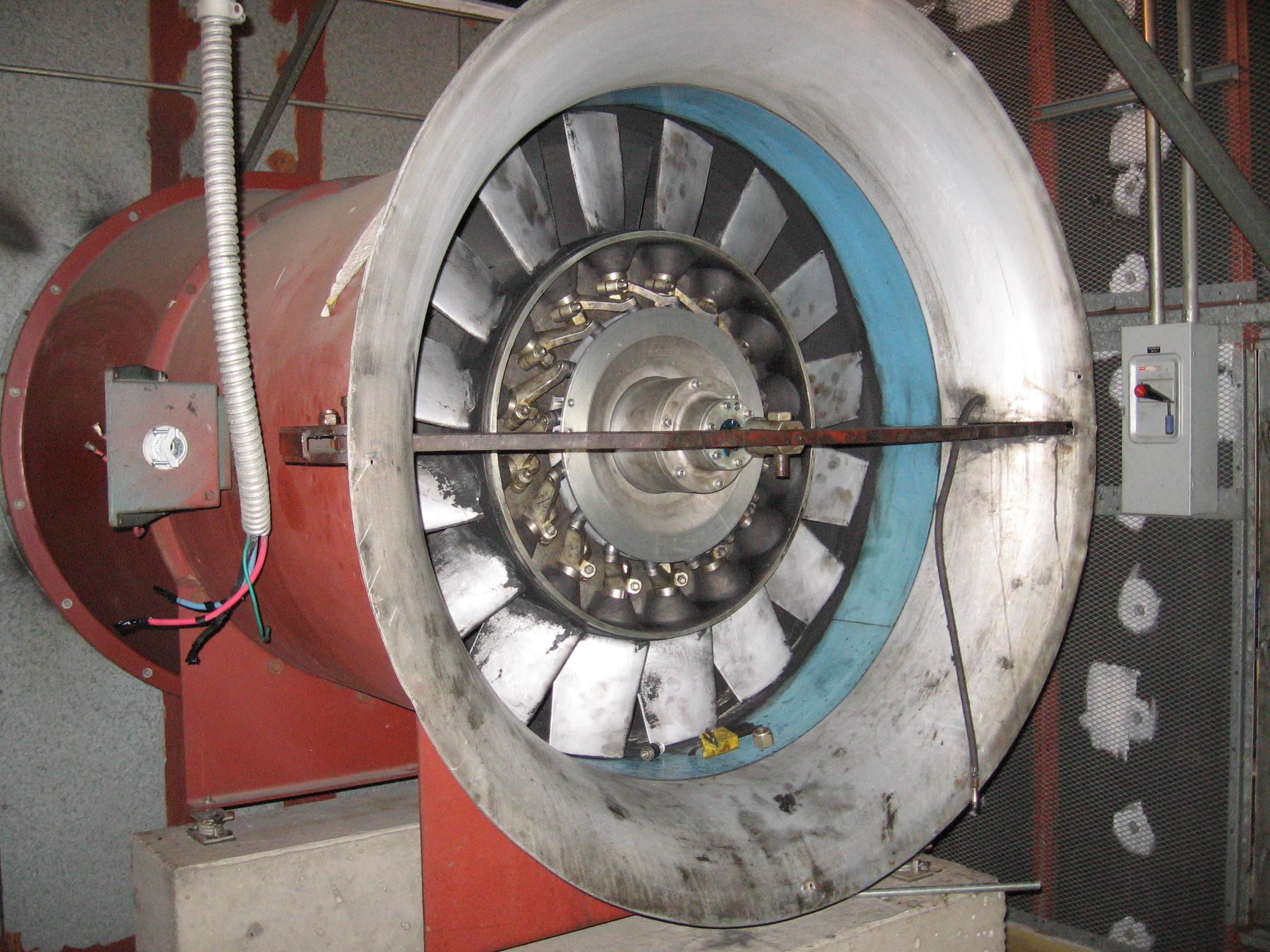
تصویر یک فن پره محوری

فن پره محوری (جت هواکش) مانند فن‌های لوله محوری بوده اما با این تفاوت که قبل از فن پره‌های راهنما اضافه می‌شوند و همچنین تعداد پره‌های پروانه افزایش می‌یابد. پره‌های راهنما جریان هوا را مستقیم می‌کنند و بازدهی هواکش و قابلیت‌های مربوط به فشار استاتیک را بهبود می‌بخشند. این پره‌ها موجب می‌شوند این هواکش، پربازده‌ترین هواکش محوری باشد. این هواکش‌ها معمولاً در کانال‌ها به جای هواکش‌های سانتریفوژ به کار می‌روند مخصوصاً وقتی که محدودیت فضا وجود دارد. هواکش‌های پره محوری صدای بسیار زیادی تولید می‌کنند. در این نوع فن‌ها اتصال الکتروموتور به پروانه یا به صورت مستقیم بوده یا به صورت کوپلینگی می‌باشد. فن‌های نصب شده در تونل رسالت از این دسته از فن‌ها می‌باشد.